# Stugeta carpenteri
Stugeta carpenteri är en fjärilsart som beskrevs av Henry Stempffer 1946. Stugeta carpenteri ingår i släktet Stugeta och familjen juvelvingar. IUCN kategoriserar arten globalt som livskraftig. Inga underarter finns listade i Catalogue of Life.